# Verkiezingen voor het Europees Parlement 1984/Kandidatenlijst/Europese Groenen
Hieronder volgt de kandidatenlijst voor de Europese Parlementsverkiezingen 1984 van de Europese Groenen.

## De lijst
1. Bart Kuiper
2. Alice de Gier
3. Marianne Hartzuiker
4. Vic Langenhoff
5. Hans Rijnders
6. Marlies Coenen
7. Ben Papendorp
8. Fokke van den Akker
9. Cor Aakster
10. Elisabeth Ricbau-Swart
11. Peter Vroom
12. Rinus Schmale
13. Marco van der Meij
14. Ineke van der Maat
15. Hans Ramaer
16. Wim de Leijster
17. Peter Bisschop
18. Bert Breed
19. Joep Bersten
20. Marten Bierman